# Appingedam
Appingedam (phát âmⓘ, Gronings: n Daam) là một đô thị và là một thành phố tại tỉnh Groningen, Hà Lan. Đô thị này có diện tích ki-lô-mét vuông, dân số người.

## Các trung tâm chính
Appingedam, Garreweer, Jukwerd, Laskwerd, Marsum, Oling, Opwierde, Solwerd, Tjamsweer.
Người ta ít biết chính xác thời gian và xuất xứ của cái tên Appingedam. Cái tên này đã ra đời bên bờ sông Delf, tên của Damsterdiep ngày nay, vào khoảng năm 1200. Tên gọi này có nguồn gốc từ một con đập được xây ở Appe hay Apt.
Trong thời kỳ cuối của Trung cổ, Appingedam, với một hải cảng, đã là một thành phố cạnh tranh thương mại với Groningen. Khi Groningen nhận được đặc quyền về thương cảng thì Appingedam đã nhanh chóng đánh mất vị trí thương mại của mình. Sau này Delfzijl lại vượt qua Appingedam với hải cảng lớn hơn và mới hơn.

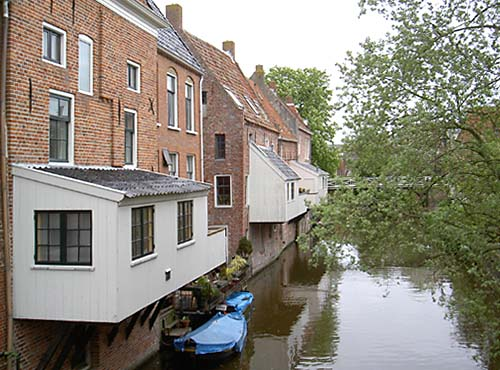
Bếp treo ở Damsterdiep

Cảnh nổi tiếng nhất ở thành phố này ngày nay là bếp treo trên Damsterdiep.
Appingedam là nơi có trụ sở của Appingedammer Bronsmotorenfabriek sản xuất động cơ tàu thủy lớn cho các xưởng đóng tàu trong khu vực.